# Весна Нешић Недић
Весна Недић (рођ. Нешић; Београд, 17. децембар 1964) је српска књижевница, новинарка, уредница и издавач, по професији инжењерка грађевинарства, из Торонта. Оснивач је и главни и одговорни уредник часописа САН (енгл. Serbian Canadian Magazine).

## Биографија
Весна (дев. Нешић) Недић је рођена у Београду, у којем је живела до пресељења у Грчку 1992. Године 1999. емигрирала је у Торонто, где и данас живи. Од 2014. године је активан и еминентан представник српске интелектуално-културне дијаспоре у Канади. Новинарство и писање су јој били хоби током већег дела живота, а последње деценије хоби је прерастао у занимање. Осамдесетих и деведесетих година XX века уређивала је студентски лист Грађевинског факултета Универзитета у Београду, а онда је радила за „Политикин Забавник” и „Студио Б”. Након одласка у Канаду писала је за лист „Новине Торонто”.
Од 2014. године почиње да се активно бави новинарством, уредништвом и издаваштвом и објављује збирку прича и роман. Те 2014 је са тимом истомишљеника дошла на идеју да покрене „Северноамеричке новине” (скр. САН, енгл. Serbian Canadian Magazine), из потребе за стварањем „културно-интелектуалног хибрида између Србије и Северне Америке”. Први број часописа „САН” изашао је јула 2015. и издаје се квартално на свака три месеца – у штампаном и електронском облику са главном мисијом баштињења српског етноса – језика, културе, уметности, историје и традиције ван граница Србије. Кроз улогу оснивача и главног и одговорног уредника овог часописа, али и независно од тога, Весна Нешић Недић активно учествује у културним манифестацијама, организује запажене догађаје и труди се да што више допринесе повезивању српске дијаспоре на више нивоа.
Прво објављено литерарно дело рођено под њеним пером је прозна збирка „На крају света и друге приче” (енгл. At the End of the World and Other Stories), која је публикована 2014. у Торонту на српском и енглеском језику. За њу је добила Повељу Ивана Бејкера, представника у канадском парламенту (MPP). Роман „Бели град” објавила је 2023. године. Од необјављених дела издвајају се новела „Зима 1977” и сценарио за филм „Изненађење”.
Добитница је „Златне значке” Културно-просветне заједнице Србије 2021. „за несебичан, предан и дуготрајан рад и стваралачки допринос у ширењу културе”.
Увршћена је у „Енциклопедију националне дијаспоре”, коју уређује Иван Калаузовић Иванус.
Чланица је Удружења новинара Србије.

## Роман „Бели град”
Књига „Бели град” је први роман Весне Нешић Недић. Објавила га је издавачка кућа „Чигоја штампа” 2023. године. Његова радња се одвија између V и III века пре нове ере и спаја словенску и старогрчку митологију, али се и бави различитим формама које љубав може да има – као веза између мајке и ћерке, мушкарца и жене или особа истог пола. Носилац радње ове књиге је млада Баша, супруга вође племена. Она има високу друштвену позицију и наизглед све што јој је у животу потребно. Међутим, када караван прође кроз њено село са собом ће донети мистичног путника и причу о тајанственом месту – Белом граду. Баша ће кренути пут њега у потрази за миром и срећом.
Филолог Витомир Теофиловић је у приказу ове књиге, који је објављен у Културном додатку Политике новембра 2023, написао да Веснa Нешић Недић „[...] није склона ни идеализацији садашњости ни идеализацији прошлости, али и према својим ликовима и према том добу осећа снажну емпатију – њен роман зрачи не само позлатом патине већ и поимањем тадашњег живота као пунокрвнијег и искренијег, као живота непатворених осећања. То је готово химна неспутаном животу, дисања пуним дахом.” У рецензији „Белoг града” доцент Учитељског факултета Универзитета у Београду др Бојан Марковић записао је: „Овај роман је изаткан нитима људске душе, осећања и снова. Кроз роман се преплићу споне између давне прошлости, садашњости и будућности, а ауторка се поиграва причом која се одвија у времену пре нове ере и аналогијама из данашњег времена...” Књижевница Весна Алексић каже: „Књиге у којима се путује и с којима се путује доказују да имамо много реалности на располагању и да нисмо осуђени само на ову једну, појавну. Бели град је управо једна од њих.” И књижевница Лаура Барна наставља у сличном руху: „Ова књига може послужити и као подсетник на порекло, али и тумач родослова сваког од нас, као поуздан актер садашњости и сигуран весник будућности.”
Роман „Бели град” је промовисан 21. октобра 2023. године на 66. Београдском сајму књига.

## Награде и признања
- Повеља Ивана Бејкера, представника у канадском парламенту (MPP), за књигу „На крају света и друге приче” (2014)
- Признање „Златна значка” Културно просветне заједнице Србије (2021)